# Пеннінські гори
Пеннінські гори (англ. Pennines) — невисокі (до 900 м) гори у Великій Британії. Розташовані у північній Англії і південній Шотландії.
Простягаються на 250 км, висота до 893 м (гора Крос-Фелл). Гірські породи — вапняк і пісковик. Родовища торфу та кам'яного вугілля. У XVII—XVIII ст. тут було відкрито і почато розробку Йоркширського вугільного басейну. Пеннінські гори — один з найменш населених районів Великої Британії.
У Пеннінських горах розташований національний парк Пік-Дистрикт.